# Ignasi Iglésias i Pujadas

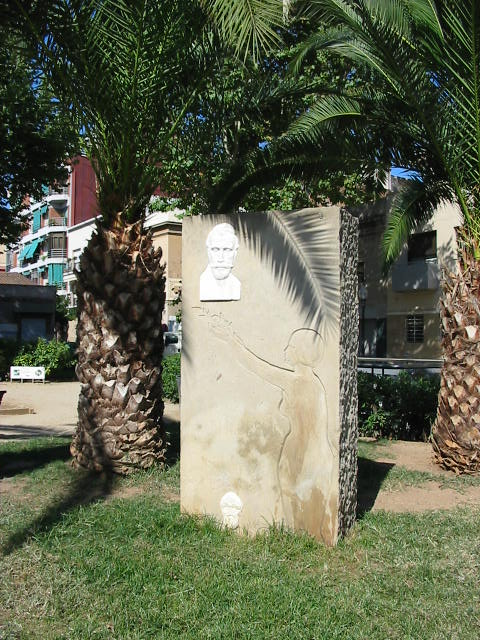
Monument a Ignasi Iglésias, a la Plaça de les Palmeres, prop d'on nasqué

Ignasi Iglésias i Pujadas (Sant Andreu de Palomar, 19 d'agost de 1871 – Barcelona, 9 d'octubre de 1928) fou un dramaturg i poeta vinculat al moviment modernista.
Va ser fortament influït pels modernistes (grup de L'Avenç). Als anys 90 va col·laborar amb la Companyia Lliure de Declamació. El seu primer gran èxit el va assolir amb L'escurçó (1894). Va fer obres de clara línia ibseniana com L'argolla (1894) i Fructidor (1894). Es va consagrar amb l'estrena de diverses obres d'èxit al Romea com El cor del poble (1902), Els vells (1903) –que va ser traduïda a altres llengües– i Les garses (1905). Amb l'esclat del Noucentisme va entrar en una crisi estètica que el va mantenir un llarg temps sense escriure. Finalment, va reaparèixer amb drames costumistes burgesos com La llar apagada (1926).

## L'autor i l'obra: 1886-1892

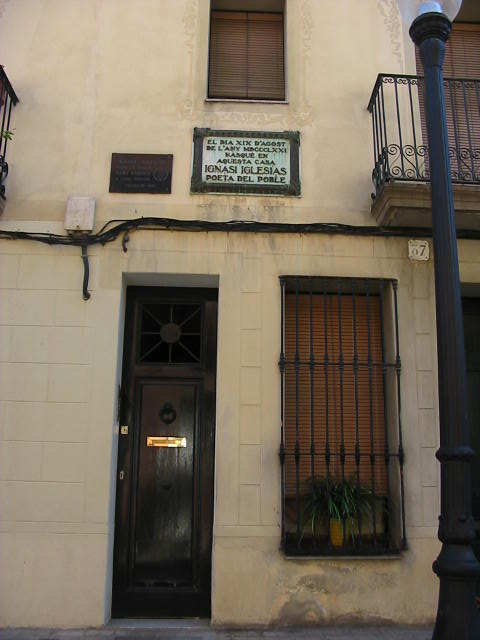
Casa on nasqué Ignasi Iglésias, al carrer que avui porta el seu nom al barri de Sant Andreu de Palomar

Tot i haver nascut a Sant Andreu de Palomar, visqué de jove a Lleida, on el seu pare havia estat destinat com a cap de dipòsit per la companyia ferroviària on treballava. Fou allí on el jove Ignasi s'interessà pel teatre, i hi fundà i dirigí una companyia d'aficionats anomenada Societat Cervantes, que estrenà la seva primera obra La fuerza del orgullo el 1886. En aquesta obra, avui dia perduda, feu tots els papers de l'auca: d'autor, de director, d'actor principal i hi col·laborà pintant decorats.
Dos anys més tard, el 1888, ja a Sant Andreu i contra el parer de son pare que volia fer d'ell un enginyer, es decantà per la pintura. Així, assistí a l'Acadèmia Baixes i a la Llotja, on fou company de Ricard Canals, Isidre Nonell, Joaquim Mir i Joaquim Sunyer.
No obstant, l'art dramàtic se li feia cada cop més present, i així durant un any i mig treballà a l'estudi de Fèlix Urgellès com aprenent d'escenògraf. Posteriorment fundà la companyia d'aficionats L'Artística, poc després rebatejada com L'Avançada, que estrenà les seves primeres obres en català, tant al Teatre Tacón com al Teatre Calvo-Vico. En aquest període, la seva obra es compongué majoritàriament de peces intranscendents, en vers i de complement.
El 1892 s'integrà a la redacció de Lo Teatro Regional, on anà publicant periòdicament les seves obretes, encara d'inspiració vuitcentista i bartriniana. La seva col·laboració finí, però, vers 1893 amb motiu del desacord amb el caire antimodernista de la publicació.
Al llarg d'aquesta adolescència artística s'anà manifestant la que fou la base de la seva obra posterior: l'oposició entre el món dels humils i el dels rics.

## L'autor i l'obra: 1893-1898
Serà vers 1893 en que el modernisme s'estendrà com a moviment literari. Els seus fonaments seran la modernització de la societat catalana; treure el país de la decadència en la qual es trobava per la pèrdua del seu caràcter propi i genuí. La modernitat només podia provenir d'Europa i tota idea fou benvinguda, fos quina fos, pel sol fet de ser moderna.
Les influències que s'aniran rebent es polaritzaran en dues grans tendències: el decadentisme o esteticisme decadent (simbolisme, pre-rafaelitisme,... en quà l'obra havia de produir una emoció artística) i el vitalisme (Nietzsche, Ibsen, Zola, d'Annunzio,... en què l'important era la sinceritat i el realisme, malgrat s'hagués de deixar en segon terme la tècnica).
Iglésias, l'obra del qual representava amb acurat realisme els ambients obrers, acabà integrant-se dins del moviment vitalista.
El canvi o evolució que mostrà l'autor en la seva trajectòria resta reflectida en la sèrie d'articles L'evolució teatral, publicats a Lo Teatro Regional. En ells es defensa la hipòtesi que el teatre català decandia pel menyspreu del públic envers tot allò que era de casa seva, per la perseverança mostrada pels autors i actors del moment de models estereotipats del teatre romàntic i costumista. La revifalla del teatre català tan sols era possible amb la imposició de nous cànons dramàtics, com els del teatre francès del moment, el naturalisme, Ibsen, Tolstoi, ...
Amb l'estrena de L'Escurçó, per part ja d'una companyia professional, Iglésias feu un pas més cap al seu reconeixement públic. A partir d'aquest punt, la seva obra tindrà més pes estilístic i argumental. Però serà amb l'estrena de L'Argolla i l'escàndol que provocà el que determinà que el grup editor de L'Avenç l'acollís al seu redós i li publiqués gran part de la seva obra. L'escàndol, però, l'allunyà de l'escena barcelonina, cap a Lleida i el seu Sant Andreu natal.
Aquest període també es caracteritzarà per l'agitació social i l'auge internacional de l'anarquisme, que acabà flirtejant amb el modernisme, i a l'inrevés. Atemptats com els del Liceu (1893) i del carrer de Banys Nous (1896), paralitzaran la vida social barcelonina i crearan una bona dosi de malvolença envers la tendència vitalista.
No és d'estranyar que si bé Iglésias aconseguí el 1893 que la companyia professional d'Antoni Tutau li estrenés L'Escurçó i el 1894 La cançó nova o El coro de la Fraternitat i L'Argolla, l'escàndol que provocà aquesta darrera per la moral i la filosofia que expressava l'exiliés al seu Sant Andreu i el reduís a treballar amb les societats dramàtiques locals. Així, el 1895 se'l troba estrenant al Centro de Contribuyentes de Lleida Gelosia i La nit.
El 1896 fundà amb Jaume Brossa i  Pere Coromines el Teatre Independent que representà Espectres, d'Ibsen.
No obstant la repressió social i la malfiança de la burgesia, el moviment vitalista veurà un ressorgir vers 1897. Aquest any, Iglésias estrena Fructidor (escrita, però, el 1894), obra novament escandalosa, tant per la temàtica com per l'actitud moral; i l'any següent al Teatre Català Romea, el diàleg Els invencibles i, poc després, Els conscients, obra també de difícil acceptació per la moral de la societat imperant.
Fruit d'aquesta reacció vitalista són la fundació de Els Quatre Gats, o l'aparició de la publicació Catalònia (1898). Al primer número d'aquesta ja s'incloïa una ressenya de l'obra d'Iglésias en què se'l catalogava de representant del modernisme radical.
A partir de 1898, el modernisme admetrà la modernitat del nacionalisme, en haver abandonat el catalanisme el tradicionalisme.

## L'autor i l'obra: 1899-1910
Aquest període veurà la desvirtuació del modernisme i, per tant, la seva decadència. Amb la irrupció del catalanisme com a element de modernitat, el moviment modernista es polititzà i tornà el costumisme. Així, Iglésias, que havia retratat els ambients proletaris amb gran realisme i cruesa, també virarà cap a aquest costumisme i a l'exaltació de la moral petit burgesa. De fet la burgesia, identificada amb la Lliga Regionalista, acceptà amb plenitud el modernisme que evolucionà amb el nou segle, cap a un nou moviment: el noucentisme.
El credo estètic d'Iglésias fou a bastament presentat en articles i conferències en aquest període: en conjunt, podem dir que en ells refermava la seva posició vitalista, tot i que, en aquell moment, si bé el drama havia de reproduir la vida i el personatge encarnar una idea profunda mantenint la seva humanitat, l'obra havia d'elevar el sentit moral evitant els elements depressius i morbosos. A partir d'aquell punt, Iglésias exposà situacions, però deixà que fos el públic qui les resolgués.
En aquesta línia, podem dir que El cor del poble (1901) culmina la línia de teatre d'idees. Amb Els vells (1903) i Les garses (1905) el conflicte, que passà d'individual a col·lectiu, ja no es resol. El teatre prioritzarà l'emoció per sobre dels problemes. Amb aquest canvi s'afegia profunditat als personatges i es defugia el sentimentalisme amb què solia acabar les obres anteriors. Fou precisament amb Les garses que defensà ja de forma clara valors morals burgesos (la moral del treball), allunyant-se del radicalisme.
El noucentisme, ja afermat vers 1906, significà la submissió ideològica al conservadorisme de la burgesia nacionalista que enfortí al teatre amb el seu poder econòmic i institucional.
Fins aquell moment, la competència havia estat cada volta més forta, ja que si l'art no era un ofici sinó una vocació, qualsevol podia ser artista, i si n'hi havia prou amb tenir vocació, no calia tenir tècnica. Calia, doncs, reduir el nombre d'escriptors, i això passava per la desaparició de l'espontaneïtat i la sinceritat i l'exacerbació de la tècnica i l'estètica, és a dir aquells escriptors amb formació, per tant d'origen burgès i mentalitat conservadora, serien protegits. De fet, la Setmana Tràgica (1909) rematà aquest canvi en l'actitud i en els gustos del públic i de la crítica. Els arguments d'Iglésias ja no interessaven com abans.
El 1909 fou elegit regidor municipal per la Unió Federal Nacionalista Republicana.

## L'autor i l'obra: 1911-1928

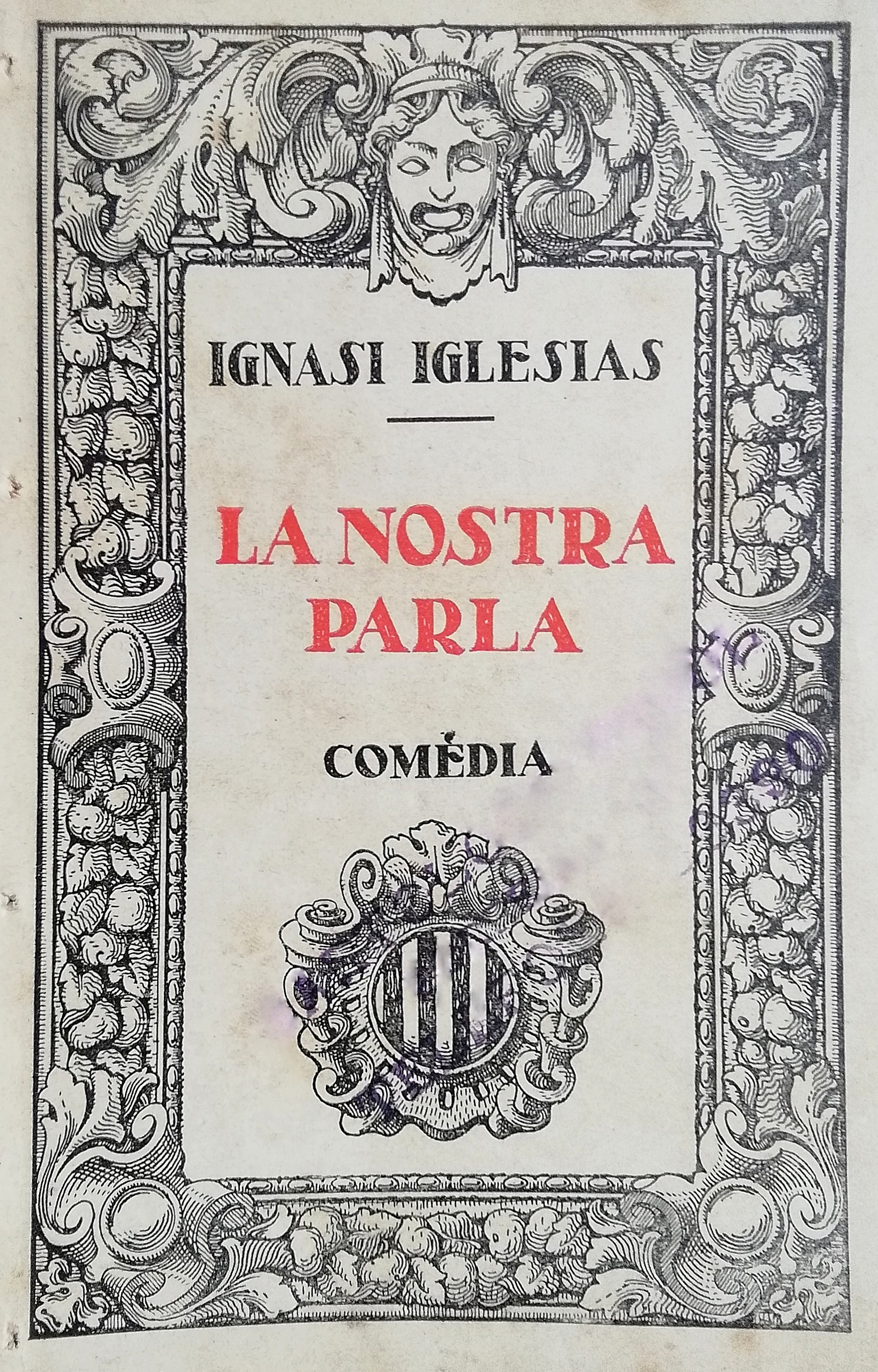
Comèdia de costums La Nostra Parla de Ignasi Iglesias, estrenada al Teatre Català (Romea) el 3 d'abril de 1920. Acabada d'escriure a la Casa Elies de Vallvidrera el 4 d'octubre de 1919

Aquest període serà de desorientació artística, tot i que culminarà, un any abans de la seva mort, amb un gran èxit.
De 1911 a 1917, els autor trobaran grans dificultats per a estrenar les seves obres, ell no en fou pas l'excepció (la competència del cinema, l'"arte chico", autors estrangers, factors econòmics…).
El 3 de setembre de 1911 estrenà a l'aire lliure Flors de cingle al Teatre de la Naturalesa de Can Tarrés, a la Garriga, obra que qualificà més tard d'error.
Iglésias participà activament en un nou projecte de teatre català de qualitat: el Sindicat d'Autors Dramàtics Catalans, constituït el 24 d'octubre de 1911. La idea de la seva creació sorgí arran de l'enfrontament tingut entre el mateix Iglésias i l'empresari del Teatre Principal Ramon Franqueza.
La primera temporada (febrer-maig de 1912) estrenaren setmanalment al Teatre Eldorado. El fracàs econòmic de la temporada comportà que la segona (octubre 1912-gener 1913) es fes al Paral·lel, al Teatre Espanyol. Els resultats, tot i alguns grans èxits (com fou L'home de palla, del mateix Iglésias), i certes desavinences i malentesos entre alguns dels seus membres i el fet que grans autors de la dramatúrgia catalana no formaren part del projecte (per exemple, Margarida Xirgu per aquells anys treballava a Sud-amèrica) abocaren a l'extinció el projecte.
Fins a l'any 1916 no tornà a estrenar, i ho feu a Terrassa amb Els emigrants, obra en la qual feu de director i primer actor, però que passà amb més pena que glòria.
El 1917 l'empresari Evarist Fàbregas es feu càrrec del Teatre Romea, que des del 1911 s'havia lliurat al teatre castellà, i des d'allí endegà un redreçament del teatre català, que vivia desorientat i sense un estatge permanent. Iglésias es dedicà inicialment a la seva direcció artística, tot i que de forma fugaç.
El seu retorn a l'escena (1919-1921) el fa allunyat del transcendentalisme anterior, amb comèdies de costums d'ambientació burgesa (La senyora Marieta, La nostra parla o La fal·lera de l'amor); aquest canvi vingué condicionat per les exigències dels empresaris teatrals.
Els darrers anys els visqué força apartat del món teatral, reclòs en la tertúlia de Can Vilaró junt amb altres autores modernistes (a la casa del joier Ramon Vilaró, amb Prudenci Bertrana, Víctor Català, Lola Anglada, Apel·les Mestres, ...). El 1921 el govern francés li atorgà la creu de la Legió d'Honor (La Vanguardia, 15 de setembre).
L'entronització final l'obtingué amb La llar apagada, obra de 1926 que presenta el drama d'un matrimoni que no pot tenir fills. L'obra fou estrenada al Teatre Novedades el 17 de desembre per la companyia dirigida per Joaquim Delgado, amb la interpretació d'Enric Borràs, les senyores Pepeta Fornés, Maria Morera, Ferrándiz i Matilde Xatart i els senyors Montero, Gómez i Samós, decorats d'Escenografia Batlle i Amigó i mobles cedits per Casa Pallerols, dins la temporada 1926-1927 (octubre-juny). El 12 de febrer de 1927 s'arribà a les 50 representacions (!!) i seguiren ... El 27 d'agost de 1927 es tornà a representar a la Cooperativa Obrera de Santa Coloma de Queralt.
Els dies 4 i 6 de febrer de 1927, se li reté un gran homenatge ciutadà. El divendres, amb una representació extraordinària, al Teatre Novedades, de La senyora Marieta i La llar apagada, amb assistència de l'autor, que comparegué diversos cops a petició del públic i que intervingué al final de la vetllada agraint el favor del públic, el treball dels actors i recordant als senyors Josep Pin i Soler, decés poc abans, i Conrad Roure i Bofill, per la seva aportació al teatre català. El diumenge s'oferí una audició de sardanes, amb les cobles Barcelona i Emporium, a la plaça de l'Esplanada del Parc de la Ciutadella, amb la intervenció de l'Orfeó Pirinenc i el cor de La Floresta, que interpretaren el poema d'Iglésias Flor de cingle, composició del mestre Cassià Casademont i Busquets; a continuació, dinar al Restaurant del Parc. Al vespre, l'Orfeó Gracienc s'uní a l'homenatge dedicant la seva audició de sardanes a la figura de l'insigne dramaturg.
El 9 d'octubre de 1928 moria sobtadament a la seva casa del passeig de Sant Joan.
Al vespre del mateix 9, els teatres Romea i Novedades suspengueren les seves representacions en senyal de dol. El 21 d'octubre, l'empresa del Teatre Novedades honrà la seva memòria amb una vetllada en la que novament es posà en escena La llar apagada i en la qual l'actor Enric Borràs recità alguns dels millors poemes d'Iglésias. Per la seva part, el Teatre Romea organitzà, els dies 9, 16, 23 i 30 de novembre les representacions de Fructidor, El cor del poble, Les garses i La llar apagada, i es comprometé a destinar els guanys a la subscripció popular per a l'erecció d'un monument.
Descansa al Cementiri de Sant Andreu de Barcelona.

## Obres
- La fuerza del orgullo, 1886
- Remordiment!, L'àngel de fang, 1891
- Sortint de l'ou, La missa de dotze, 1892
- L'esclau del vici, De cos present, El toc d'oració, L'escurçó, 1893
- La cançó nova o El coro de la Fraternitat, L'Argolla, Fructidor, 1894
- Gelosia, La nit, L'aucellaire, 1895
- Foc follet (estrenada 1899), 1896
- Les caramelles (estrenada 1901), 1897. Amb música d'Enric Morera
- Influència de la literatura dramàtica en l'esperit nacional (conferència), 1897
- Els invencibles, Els conscients, Els primers freds, 1898
- L'alosa, La resclosa, Lladres!, 1899
- La mare eterna, Cendres d'amor, 1900
- El cor del poble, 1901
- Ofrenes, 1902 (Poesia)
- Flor tardana, La reina del cor, Els vells, 1903. Aquesta última publicada per Adesiara l'any 2024.
- Joventut, Via crucis, El titellaire, La formiga, 1904
- La festa dels ocells, Les garses, 1905
- Gira-sol, 1906
- La barca nova, Cor endins, La colla d'en Pep Mata o Els Màrtirs de la Inquisició, 1907
- En Joan dels Miracles, 1908
- L'alegria del sol, 1908
- La comedianta, Foc nou, La cegueta de la costa, 1909
- La noia maca, 1910
- Flors de cingle, 1911
- L'home de palla, 1912
- Els emigrants, 1916
- L'encís de la glòria, Siluetes ciutadanes, 1917
- La senyora Marieta, Perdigons de plata, 1919
- La nostra parla, 1920
- La fal·lera de l'amor, Infants i flors (assaig), Enric Morera. Estudi biogràfic (assaig), 1921
- El vell carrillaire (novel·la), 1924
- La llar apagada, 1926
- Les flors de maig, 1927
- A partir de 1929 i fins a 1937, l'Editorial Mentora publicà la col·lecció Obres completes d'Ignasi Iglésias, 17 volums contenint 36 obres teatrals, 1 volum de poesia i 1 de prosa. No és un recull total, però. En ell s'inclou el Recull pòstum que aplega la seva obra poètica dispersa i presenta una trilogia amb Joventut, Camí de neu i Els llops de Nadal, en què el seu primer acte és Els primers freds.

- Altres obres inèdites a la seva mort o no datades[9]

## Fons personal
El fons Ignasi Iglesias fou cedit per la vídua del dramaturg a l'Arxiu Històric de la Ciutat de Barcelona, el novembre de 1930. Aquest fons personal, catalogat per la seva vídua, consta de 56 obres impreses, 23 manuscrits i diverses carpetes amb fotografies, crítiques a les seves obres de teatre, extractes de discursos i conferències, entrevistes periodístiques, documents relatius a homenatges, distincions i adhesions, etc.
D'altra banda, el Centre de Lectura de Reus conserva les cartes que Ignasi Iglésias va enviar al dramaturg i periodista Pere Cavallé Llagostera (Reus 1880-1939) des de 1914 fins a 1924.